# زلزال بحر إيجة 2017
زلزال بحر إيجة هو زلزال بلغت قوته 6.7 على مقياس ريختر، وقع في 21 يوليو 2017 على بعد حوالي 10 كم جنوب شرق جنوب مدينة بودروم في تركيا على عمق 10.0 كم. لقى شخصان مصرعهما وأصيب أكثر من 150 آخرين بجراح في جزيرة كوس اليونانية، بينما تم تسجيل حوالي 370 جريحًا على الأقل في تركيا.